# Национален конгрес за реконструкция на Тимор
Национален конгрес за реконструкция на Тимор (на португалски: Congresso Nacional para a Reconstrução do Timor) е политическа партия в Източен Тимор.
Основана е през 2007 година от първия президент на страната Шанана Гушмау. На изборите през същата година остава на второ място, но Гушмау оглавява коалиционно правителство с победилия Революционен фронт за независим Източен Тимор. На парламентарните избори през 2012 година партията е първа с 37% от гласовете и 30 от 65 места в парламента.